# Limfotoksin alfa
Limfotoksin-alfa je protein koji je kod ljudi kodiran LTA genom.
Limfotoksin alfa, član familije faktora nekroze tumora, je citokin koga proizvode limfociti. LTA je visoko induktivan i izlučiv. On postoji kao homotrimerni molekul. LTA formira heterotrimere sa limfotoksinom-beta, čime se limfotoksin-alfa učvršćuje za ćelijsku površinu. LTA posreduje širok niz inflamatornih, imunostimulatornih, i antiviralnih odgovora. LTA takođe učestvuje u formaciji sekundarnih limfoidnih organa tokom razvoja, i ima ulogu u apoptozi.

## Interakcije
Za limfotoksin alfa je bilo pokazano da interaguje sa LTB.

## Literatura
- Körner H, Sedgwick JD (1997). „Tumour necrosis factor and lymphotoxin: molecular aspects and role in tissue-specific autoimmunity.”. Immunol. Cell Biol. 74 (5): 465—72. PMID 8912010. doi:10.1038/icb.1996.77.
- Wang Q (2005). „Molecular genetics of coronary artery disease.”. Curr. Opin. Cardiol. 20 (3): 182—8. PMC 1579824 . PMID 15861005. doi:10.1097/01.hco.0000160373.77190.f1.
- Copeland KF (2006). „Modulation of HIV-1 transcription by cytokines and chemokines.”. Mini reviews in medicinal chemistry. 5 (12): 1093—101. PMID 16375755. doi:10.2174/138955705774933383.
- Elewaut D, Ware CF (2007). „The unconventional role of LT alpha beta in T cell differentiation.”. Trends Immunol. 28 (4): 169—75. PMID 17336158. doi:10.1016/j.it.2007.02.005.